# 777 ~Another Side Story~
Albums de dream
Dream Meets Best Hits Avex
(2004) Natsuiro
(2005)
777, sous-titré Another Side Story (ou 777 ~Another Side Story~ ; écrit : another side story) est un album spécial de dream, à la fois album de reprises et compilation.

## Présentation
L’album sort le 9 mars 2005 au Japon sous le label avex trax, trois mois seulement après le précédent album du groupe (Dream Meets Best Hits Avex, également un album de reprises), et cinq mois après l'album similaire 777 ~Best of Dreams~. Il atteint la 63e place du classement Oricon, et reste classé pendant deux semaines. C'est alors l'album le moins vendu du groupe. C'est le troisième album sorti par la formation du groupe à sept membres, après le départ de Risa Ai un an auparavant. Son titre, prononcé "three seven" (trois sept), est une allusion aux "trois" membres originales du groupe, dont les chansons sont reprises par les "sept" membres d'alors. 
L'album contient en effet des reprises (self cover), ré-interprétées par cette formation à sept, de treize titres sortis en "face B" de singles ou en albums par la formation originale en trio durant les deux premières années d'existence du groupe (soit huit titres de l'album Dear... et cinq de l'album Process, quatre d'entre eux étant aussi parus en "face B"), choisis par un vote des fans sur le site officiel de dream, excluant les titres de "faces A", qui avaient déjà été repris sur le précédent volume 777 ~Best of Dreams~.

## Formation
- 1re génération : Kana Tachibana, Yū Hasebe
- 2e génération : Sayaka Yamamoto, Erie Abe, Aya Takamoto, Ami Nakashima, Shizuka Nishida

## Liste des titres
Les titres n°3, 4, 7, 8, 9, 10, 11 et 13 sont des reprises de chansons de l'album Dear... (également parues sur les singles indiqués), et les autres titres (n°1, 2, 5, 6, 12) sont des reprises de chansons de l'album Process.
| CD    | CD                                                                | CD                                            | CD    | CD | CD | CD | CD | CD | CD |
| No    | Titre                                                             | Paroles / Musique                             | Durée |    |    |    |    |    |    |
| ----- | ----------------------------------------------------------------- | --------------------------------------------- | ----- | -- | -- | -- | -- | -- | -- |
| 1.    | Subpain (SUBPAIN)                                                 | Mai Matsumuro / Toshiharu Umesaki             | 4:36  |    |    |    |    |    |    |
| 2.    | "Puzzle" (『パズル』)                                             | Mai Matsumuro / Mitsuru Igarashi              | 4:37  |    |    |    |    |    |    |
| 3.    | Start Me Up (Start me up) (titre du single Private Wars)          | Yûko Ebine / Hideaki Kuwabara                 | 4:48  |    |    |    |    |    |    |
| 4.    | Access to Love (access to love) (titre du single Movin' On)       | Yûko Ebine / Kazuhito Kikuchi                 | 4:53  |    |    |    |    |    |    |
| 5.    | Negai (願い)                                                      | Mai Matsumuro / Y@suo Ohtani                  | 4:38  |    |    |    |    |    |    |
| 6.    | Answer                                                            | Kana Tachibana / Mitsuru Igarashi             | 4:24  |    |    |    |    |    |    |
| 7.    | Send a Little Love (send a little love) (titre du single Reality) | Mai Matsumuro / Hideaki Kuwabara              | 4:16  |    |    |    |    |    |    |
| 8.    | Brave (brave)                                                     | Mai Matsumuro / Yorito Nakamura               | 5:14  |    |    |    |    |    |    |
| 9.    | W.h.y (w・h・y) (titre du single My Will)                         | Mai Matsumuro / Hideaki Kuwabara              | 4:40  |    |    |    |    |    |    |
| 10.   | Free as the Wind (FREE AS THE WIND)                               | Kana Tachibana / D.A.I, H. Yoneda, Kunio Tago | 5:16  |    |    |    |    |    |    |
| 11.   | 'Cattleya' ('カトレア')                                           | Mai Matsumuro / Kazuhito Kikuchi              | 5:00  |    |    |    |    |    |    |
| 12.   | Don't Forget Memory (Don't forget memory)                         | Yū Hasebe / Yasuhiko Hoshino                  | 5:10  |    |    |    |    |    |    |
| 13.   | Kimi to Ita Sora (君といた空)                                     | Yū Hasebe / Mitsuru Igarashi                  | 5:08  |    |    |    |    |    |    |
| 62:40 |                                                                   |                                               |       |    |    |    |    |    |    |